# San Dionisio Ocotlán
San Dionisio Ocotlán es una localidad del estado mexicano de Oaxaca. Es cabecera del municipio de San Dionisio Ocotlán.

## Demografía
| Censo | Población |
| ----- | --------- |
| 1900  | 574       |
| 1910  | 617       |
| 1921  | 602       |
| 1930  | 559       |
| 1940  | 680       |
| 1950  | 718       |
| 1960  | 805       |
| 1970  | 799       |
| 1980  | 666       |
| 1990  | 903       |
| 1995  | 992       |
| 2000  | 915       |
| 2005  | 968       |
| 2010  | 1007      |
| 2020  | 1103      |